# Гомес, Джеймс (футболист)
Джеймс Гомес (англ. James Gomez; род. 14 ноября 2001, Гамбия) — гамбийский футболист, защитник датского клуба «Оденсе» и сборной Гамбии.

## Клубная карьера
Джеймс — воспитанник клуба «Реал де Банжул». В начале 2020 года Гомес перешёл в датский «Хорсенс». 19 февраля в матче против «Норшелланна» он дебютировал в датской Суперлиге. По окончании аренды клуб выкупил его трансфер. 11 апреля 2021 года в поединке против «Сённерйюска» Джеймс забил свой первый гол за «Хорсенс».
Летом 2023 года Гомес перешёл в пражскую «Спарту». 5 августа в матче против «Пардубице» он дебютировал в Гамбринус лиге. 

## Международная карьера
8 июня 2021 года в товарищеском матче против сборной Того Гомес дебютировал за сборную Гамбии. В этом же поединке Джеймс забил свой первый гол за национальную команду. 
В 2022 году Гомес принял участие в Кубке Африки 2021 в Камеруне. На турнире он сыграл в матчах против команд Мавритании, Мали, Туниса, Гвинеи и Камеруна.

### Голы за сборную Гамбии
| #   | Дата        | Место                                | Противник | Счёт | Результат | Соревнование      |
| --- | ----------- | ------------------------------------ | --------- | ---- | --------- | ----------------- |
| 01. | 8 июня 2021 | Эмирхан Спорт Центр, Анталья, Турция | Того      | 1:0  | 1:0       | Товарищеский матч |